# Societate deschisă
Societatea deschisă este definită de filozoful austriac Karl Popper ca o societate în care "indivizii se confruntă cu decizii personale."(p.198 a ediției în limba română) Într-o asemenea societate, deciziile politice pot fi luate în mod rațional, în urma unor discuții argumentate. Popper identifică unele principii importante care stau la baza unei societăți deschise: 
- Umanitarismul - compasiunea pentru semenii noștri [1](p.209)
- Individualismul - indivizii sunt mai importanți decât grupul sau statul din care fac parte. Drepturile individuale nu vor fi sacrificate în favoarea intereselor de stat sau de grup.
- Egalitarismul - indivizii trebuie să fie egali în fața legii, iar legea trebuie să nu discrimineze indivizii după apartenența la un grup sau altul
- Protecționismul - funcția principală a statului ar trebui să fie protejarea indivizilor împotriva abuzurilor care ar putea veni din partea unor indivizi mai puternici sau mai bine înarmați decât alții
- Contractualismul - statul ar trebui să funcționeze ca o înțelegere între indivizi care își garantează reciproc drepturile

Conceptul de societate deschisă este descris în cartea "Societatea deschisă și dușmanii săi." În această carte, Karl Popper critică totalitarismul, fascismul, național-socialismul și comunismul, pe ideologii care au la origine filozofia lui Platon, a lui Hegel și a lui Karl Marx, mai ales afirmația lor privind caracterul de lege a evoluției istoriei (vezi istoricism).
Conceptul de societate deschisă este opusul celui de societate închisă. Societatea închisă este definită ca o societate în care oamenii nu se consideră responsabili pentru deciziile lor personale. Deciziile personale sunt luate potrivit unor credințe magice, a unor credințe de "grup," și a unor credințe în predestinare.(p.197)
Într-o societate deschisă, instituțiile pot fi modificate în urma unor decizii raționale. Experimentând prin schimbări treptate, oamenii pot învăța să reformeze instituțiile statului fără să cauzeze suferințe inacceptabile semenilor lor.(Cap.9) Într-o societate închisă, schimbările se încearcă să fie oprite sau controlate potrivit unor legi despre care se crede că ar guverna societatea umană. 
Cel mai bun regim politic, după Popper, este democrația, pe care Popper o redefinește ca un regim unde este posibil ca cei care conduc statul să fie schimbați prin mijloace pașnice. Aceasta, și nu afirmația conform căreia majoritatea ar avea dreptate, este cel mai mare atu al democrației. 
Statele industrializate occidentale sunt cele mai apropiate de conceptul unei societăți deschise.
Opusul societății deschise în modernitate este totalitarismul. 

## Literatură
- The Open Society and Its Enemies" (Societatea deschisă și dușmanii ei), Londra, 1945.